# Созімське сільське поселення
Со́зімське сільське поселення (рос. Созимское сельское поселение) — адміністративна одиниця у складі Верхньокамського району Кіровської області Росії. Адміністративний центр поселення — селище Созімський.

## Історія
Станом на 2002 рік на території сучасного поселення існували такі адміністративні одиниці:
- смт Созімський (смт Созімський, селища Нирмич-4, Сорда)

Поселення було утворене згідно із законом Кіровської області від 7 грудня 2004 року № 284-ЗО у рамках муніципальної реформи.

## Населення
Населення поселення становить 2210 осіб (2017; 2230 у 2016, 2376 у 2015, 2499 у 2014, 2547 у 2013, 2600 у 2012, 2697 у 2010, 3242 у 2002).

## Склад
До складу поселення входить 3 населених пункти:
| Населений пункт    | Населення, осіб (2002) | Населення, осіб (2010) |
| ------------------ | ---------------------- | ---------------------- |
| Нирмич-4, селище   | 8                      | 1                      |
| Созімський, селище | 2030                   | 1506                   |
| Сорда, селище      | 1204                   | 1190                   |